# The Lightning Saga
The Lightning Saga è un arco narrativo a fumetti, crossover di due testate DC Comics: Justice League of America e Justice Society of America. Fu scritto da Brad Meltzer e Geoff Johns, e illustrato da Ed Benes, Dale Eaglesham e Shane Davis . Fu una storia, nota per la reintroduzione della Legione dei Super-Eroi nell'epoca post-Crisi.
Questo crossover ha dato inizio alla revisione dei tre anni della Legione, con la storia "Superman e la Legione dei Super-Eroi", presente in Action Comics, e culminante in, Crisi finale: la Legione dei 3 mondi.

## Storia
La storia inizia con la cattura di un criminale, Trident, sottomesso ad un drone di Starro. Batman, attraverso l'analisi del DNA scopre che si trattava in realtà di Karate Kid della Legione dei Super-Eroi. Karate Kid si svegliò e combatté contro Batman, e riuscì quasi a batterlo, finché non giunse Black Lightning. Nel frattempo, Starman rivelò alla Justice Society of America di provenire dal futuro.
Batman, Sandman e Geo-Force furono chiamati al Manicomio di Arkham, dove il Dottor Destino stava manipolando Dream Girl costringendola a creare illusioni spaventose. Starman riuscì a liberarla dicendo "Lightning Lad" nel linguaggio Interlac. A quel punto Dream Girl rivelò al gruppo che vi erano altri Legionari presenti nel XX° secolo. La JSA e la JLA decisero perciò di unirsi per cercarli.
Superman, Stargirl, Cyclone e Red Tornado si recarono alla Fortezza della Solitudine, dove scoprirono Wildfire, congelato, in mezzo a delle statue di vari membri della Legione . Quando Superman disse "Lightning Lad", Wildfire si scongelò, e dopo aver visto la cintura multiuso inizia a parlare riguardo a come sarebbe stata meglio a lui che a Batman. Nella batcaverna, Batman, Starman e Black Lightning parlarono a Karate Kid, che continuava ad insistere di essere un membro della Gilda del Tridente, finché Starman non disse "La Parola Magica", e la sua memoria non fu ricostituita.
Jay Garrick, Vixen, Hal Jordan, Ted Grant e Tom Bronson giunsero a Gorilla City, dove trovarono Timber Wolf e ricostituirono la sua memoria. Intanto, Freccia Rossa, Power Girl, Hawkman e Hawkgirl si diressero a Thanagar in cerca di Dawnstar, ma scoprirono che aveva già lasciato la Terra. Il resto dei membri della Legione rimossero alcune bacchette elettriche dalle loro cinture multiuso e affermarono: "Uno di noi deve morire". Superman trovò una delle bacchette, e intuì che stavano pianificando una "roulette russa", proprio come fecero una volta per riportare in vita Lightning Lad sacrificando uno di loro.
La JLA e la JSA si ritrovarono alla vecchia base della Società segreta dei supercriminali a Salughter Swamp, in cerca dell'ultimo Legionario, che pensarono potesse essere Triplicate Girl. Furono attaccati da un meccanismo maligno di nome Computo. Mentre combattevano, Superman ricordò di aver già vissuto una battaglia simile a quella, e capì anche che doveva essere una delle illusioni di Sensor Girl. Prima che chiunque potesse fare qualcosa, la ragazza fu salvata dai suoi compagni Legionari, scomparendo tutti in una nuvola di lampi.
Mentre la Society era in corsa per fermare i Legionari, Batmant e Hal Jordan, intercettando ognuna delle loro posizioni, riconobbero la posizione come il luogo in cui Barry Allen ricevette i suoi poteri, la casa in cui questi comparve a Batman in Crisi sulle Terre infinite e la Titans Tower. Nonostante gli sforzi della League e della Society, il piano della Legione andò avanti, e fu Karate Kid ad essere colpito da un fulmine, anche se sopravvisse. All'interno del cratere che si formò trovarono Wally West, sua moglie Linda, e i loro due figli, ritornati per "cavalcare il fulmine". La Legione fece ritorno al futuro, tranne Starman che disse di essere necessario nel presente, e Karate Kid, che si unì nel presente ad uno dei tre corpi di Triplicate Girl. Nel XXXI° secolo, Brainiac 5 scaricò il ritorno di Wally West come un effetto collaterale, affermando che ebbero ciò che vollero. Un'occhiata più attenta della bacchetta elettrica utilizzata da Karate Kid mostrò che c'era qualcuno intrappolato al suo interno.

## Seguito
Questa storia presentò anche una trama secondaria in cui il cervello di Ultra-Humanite fu rimosso da Delores Winters e portato nel futuro da Per Degaton e Despero, e piazzato nel corpo di una nuova scimmia albina. In The All-New Booster Gold, i tre pianificarono un modo per cancellare gli eroi dal presente cambiando la storia.
Come illustrato nello speciale All-Flash n. 1, nel momento esatto in cui il lampo colpì la bacchetta di Karate Kid, Wally West fece ritorno con la sua famiglia, mentre il Flash IV di allora, Bart Allen, veniva ucciso da Inertia e dai Nemici. Fu poi rivelato che fu Bart, in effetti, la persona che "vollero" e che rimase intrappolato nella bacchetta di Karate Kid, venendo resuscitato proprio attraverso la bacchetta in Crisi finale: la Legione dei 3 mondi n. 3.
Una storia successiva, Superman and the Legion of Super-Heroes  collegava alcune delle fini inconcludenti presentata in questa storia 
Quindi, la "Lightning Saga" estende i suoi aspetti continuativi nel suo penultimo capitolo in Crisi finale: la Legione dei 3 mondi con la continuazione in progressione di Superboy, Conner Kent o Kon-El, in Adventure Comics n. da 1 a 4, nel 2009, e n. 7 e n. 8 dove il Legionario perduto Element Lad ricomparve a Smallville. La "Lightning Saga" quindi ebbe una nuova e ultima svolta in Superman: Last Stand of New Krypton  dove si concluse del tutto, rivelando il segreto finale in Adventure Comics n. 11, del maggio 2010. Le avventure successive di Karate Kid e Triplicate Girl nel XXI° secolo furono descritte nella serie Countdown a Crisi Finale.

## Raccolte
The Lightning Saga, così come i tre numeri aggiuntivi di Justice League of America, n. 0, n. 11 e n. 12, sono stati raccolti nel volume cartonato Justice League of America Volume 2: The Lightning Saga, ISBN 1-4012-1652-8, pubblicato nel 2008. La raccolta comprende un'introduzione scritta dall'attore e comico Patton Oswalt .